# CPH Banque
CPH Banque is een Belgische coöperatieve bank, actief in de provincies Waals-Brabant, Namen en Henegouwen. 
De hoofdzetel is momenteel gevestigd in de rue Perdue 7 te Doornik. De regionale bankinstelling telde eind 2007 31 agentschappen over 3 Waalse provincies en stelde 200 personen te werk en profileerde zichzelf als een kleine bank dicht bij de mens. Het balanstotaal van de bank bedroeg in 2007 € 1,6 miljard en de nettowinst kwam uit op € 5,1 miljoen.

## Governance
Het kapitaal van CPH Bank, een coöperatieve vennootschap met beperkte aansprakelijkheid, wordt samengesteld uit twee soorten (coöperatieve) aandelen.
- De aandelen van het type A, die het "historische" kapitaal van de Bank vertegenwoordigen Een ruimer meerderheid van de stemmen binnen de Algemene Vergadering. De bank hoopt op die manier de onafhankelijkheidsstrategie van de Bank te waarborgen.
- De aandelen van het type B, die onder het publiek worden verspreid,

Volgens de statuten mag het totale aantal stemmen verbonden aan de aandelen van type B niet meer bedragen dan tien procent van het totale aantal stemmen verbonden aan de aandelen van klasse A en mag niemand meer dan tien procent van de uitgebrachte stemmen in de door hem gehouden klasse stemmen uitbrengen.
De aandelen A en B genieten echter wel van dezelfde dividenden.
Sleutelpersonen begin 2020:
- CEO: Alain Declercq
- CRO: Luc François
- CCO: Yves Klein
- COO / CIO : Mathieu Desmet
- Voorzitter Raad van Bestuur: Pierre Rion

## Geschiedenis
In 1930 stichtten enkele kleine ondernemers "l'Association du Petit Crédit Professionnel de la Province du Hainaut" in Doornik. De bank was initieel een van de erkende regionale netwerken van de Openbare Kredietinstelling Beroepskrediet. Twee grote regionale banken uit het netwerk kozen voor een eigen weg: het Antwerpse ABK bank en Henegouwse CPH Banque. Laatstgenoemde bank verbrak  op 30 september 1997 alle banden met het Beroepskrediet en ging verder als kleine zelfstandige bank.

## Sponsor
De CPH Banque is medesponsor van basketbalclub Spirou Charleroi, een club die er quasi elk jaar in slaagt de play-offs te bereiken.